# Eighth Blackbird
Eighth Blackbird est un ensemble musical américain spécialisé dans la musique contemporaine, fondé en 1996.

## Historique
Le nom de Eighth Blackbird provient du poème de Wallace Stevens intitulé Thirteen Ways of Looking at a Blackbird. Les membres de la formation sont issus du Oberlin Conservatory of Music, du College-Conservatory of Music de l'Université de Cincinnati, et de l'Université Northwestern. L'ensemble est actuellement en résidence à l'Université de Richmond en Virginie.
En 2008, l'ensemble reçoit un Grammy Award dans la catégorie « meilleure interprétation de musique de chambre » pour son disque Strange Imaginary Animals. En 2010, il publie le premier enregistrement de Double Sextet de Steve Reich qui avait obtenu le Prix Pulitzer l'année précédente pour cette œuvre.

## Membres
Les membres actuels de l'ensemble sont :
- Yvonne Lam, violon
- Nicholas Photinos, violoncelle
- Tim Munro, flûtes
- Michael Maccaferri, clarinettes
- Lisa Kaplan, piano
- Matthew Duvall, percussions

## Discographie sélective
- Round Nut Tool comprenant Fantasy Etudes de Fred Lerdahl, Come Round de Jacob Druckman, et Thirteen Ways de Thomas Albert, Cedille Records, 2001.
- Thirteen Ways recueil d'œuvres de Joan Tower, David Schober, George Perle, et Thomas Albert, Cedille Records, 2003.
- Beginnings comprenant Divinum Mysterium de Daniel Kellogg et Vox Balaenae de George Crumb, Cedille Records, 2004.
- Fred comprenant Pocket Symphony, Coming Together, et Les Moutons de Panurges de Frederic Rzewski, Cedille Records, 2005.
- Strange Imaginary Animals, recueil d'œuvres de Jennifer Higdon, David Gordon, Gordon Fitzell, Steve Mackey, et Dennis DeSantis, Cedille Records, 2006.
- Double Sextet et 2x5 de Steve Reich, Nonesuch Records 2010.
- On a Wire, ASO Media, 2011
- Lonely Motel, Cedille Records, 2011.
- Meanwhile, 2012.